# アレクシス・ブレデル
アレクシス・ブレデル（Alexis Bledel、本名：キンバリー・アレクシス・ブレデル（Kimberly Alexis Bledel）、1981年9月16日 - ）は、アメリカ合衆国の女優、ファッションモデル。
アレクシス・ブレーデルと表記されることもある。

## 生い立ち
テキサス州ヒューストン出身。父親のマーティンはデンマーク系アルゼンチン人、母親のナネットはメキシコ人。1986年生まれの弟エリックがいる。第一言語はスペイン語で、小学校に入学して初めて英語を勉強した。第一言語がスペイン語ということを知られておらず、とある雑誌のインタビューでスペイン語で話し始めたため、『旅するジーンズ』シリーズで共演したホンジュラス系アメリカ人のアメリカ・フェレーラを驚かせた。高校卒業後はニューヨーク大学に進学、映画を専攻。
8歳の時に内気な性格を克服するために、両親がヒューストンの劇団を勧め、『アラジン』、『オズの魔法使い』などの舞台に出演。

## キャリア
14歳の時にモデルとしてデビュー。2000年から放送開始となったテレビドラマ『ギルモア・ガールズ』のローリー・ギルモア役として、テレビに初出演および映像作品に初主演。この作品で一躍注目を集め、ティーン・チョイス・アワードにノミネートされたり、『ティーン・ピープル』誌の「25歳以下のホットな25人」に選出されるなどした。
また、『ギルモア・ガールズ』放送中の2002年には、『エバーラスティング 時をさまようタック』の主役で劇場映画にもデビューした。
2005年公開の『シン・シティ』のベッキー役、『旅するジーンズと16歳の夏』のレーナ役で日本でも広く知られるようになった。『シン・シティ』は基本的にモノクロ映画だが、監督のロバート・ロドリゲスは彼女の青い目があまりにも美しかったので、そのままの色を残したという。
2009年放送の『ER緊急救命室』ファイナルシーズンの最終話にジュリア・ワイズ医師役でゲスト出演した。また、同年5月にモデル事務所IMGと契約し、モデルとしての活動を再開。
2010年の映画『声をかくす人』に出演している。
2017年、配信ドラマ『ハンドメイズ・テイル/侍女の物語』にオブグレンことエミリー役で出演し、プライムタイム・クリエイティブ・アート・エミー賞ゲスト女優賞（ドラマ・シリーズ部門）を受賞した。2022年6月、映画『旅するジーンズ』第3作（原題：Sisterhood of the Traveling Pants 3）の出演・制作に専念する為、『ハンドメイズ・テイル』を降板。

## 私生活

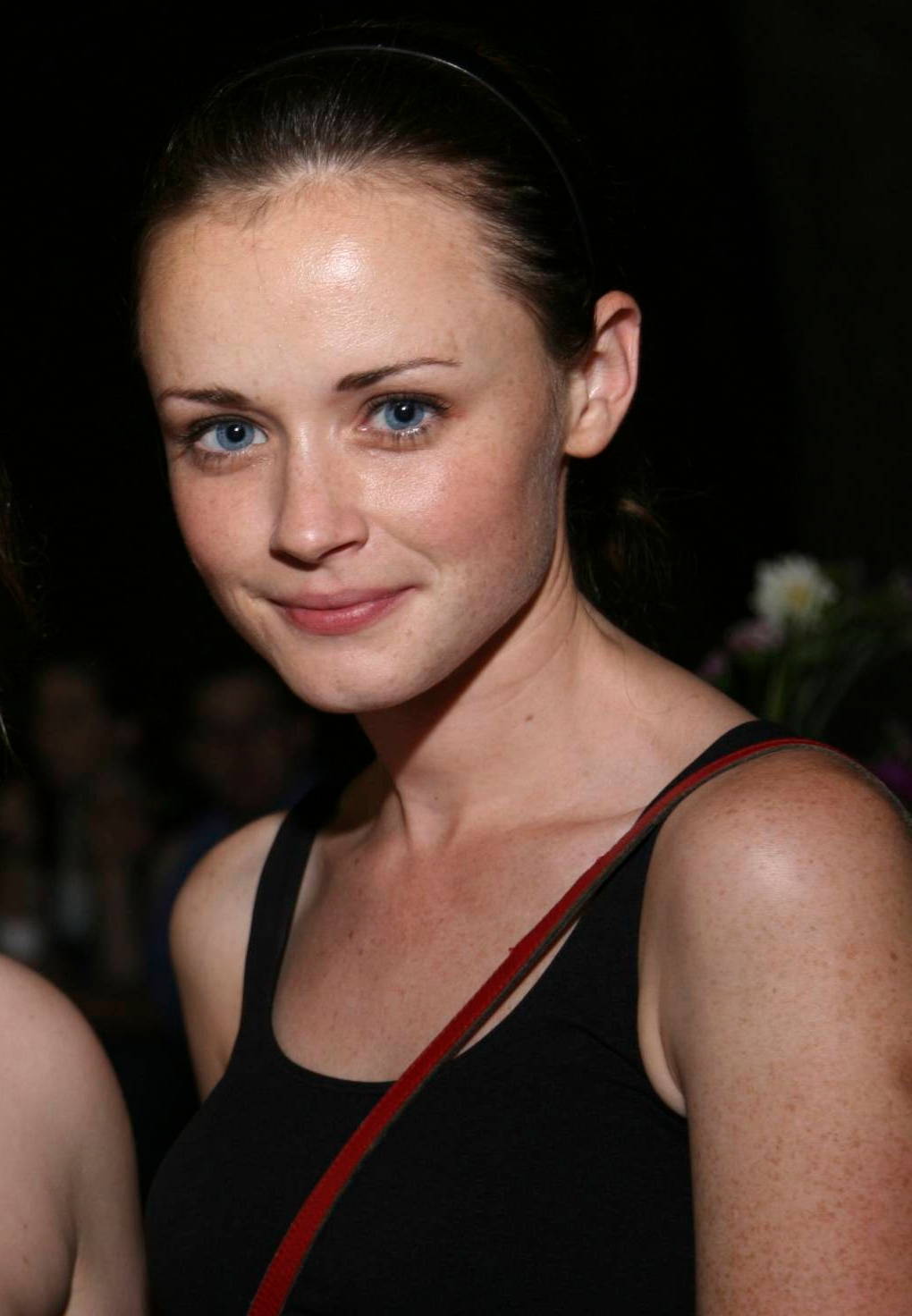
2008年6月

趣味は読書、ハイキング、写真を撮ること。コーヒーが嫌いで『ギルモア・ガールズ』ではコーヒー好きのローリーを演じたため、撮影ではコーラで代用していたという。
2002年12月から2006年7月まで『ギルモア・ガールズ』で共演したマイロ・ヴィンティミリアと交際していた。2012年6月『マッドメン』で共演したヴィンセント・カーシーザーと交際中と報じられる。2013年3月に婚約を発表。2014年6月に結婚したことが報じられる。2015年秋に赤子を出産。2022年8月10日、カーシーザーはブレデルとの離婚を申請し、20日後の8月30日に離婚が成立した。 。
映画『旅するジーンズ』シリーズに出演した4人、ブレデル、ブレイク・ライヴリー、アンバー・タンブリン、アメリカ・フェレーラはプライベートでも親しくしており、ライヴリーの娘のゴッドマザーに他の3人が指名されている。

## 主な出演作品

### 映画
| 公開年 | 邦題 原題                                                            | 役名                             | 備考            |
| ------ | -------------------------------------------------------------------- | -------------------------------- | --------------- |
| 1998   | Rushmore                                                             | 生徒                             | クレジットなし  |
| 2002   | エバーラスティング 時をさまようタック Tuck Everlasting               | ウィニー・フォスター・ジャクソン |                 |
| 2004   | ¿Cuanto cuesta la admisión?                                          | モニーク                         | 短編映画        |
| 2004   | DysEnchanted                                                         | ゴルディロックス                 | 短編映画        |
| 2004   | Bride & Prejudice                                                    | ジョージナ・“ジョージ”・ダーシー |                 |
| 2005   | シン・シティ Sin City                                                | ベッキー                         |                 |
| 2005   | 旅するジーンズと16歳の夏 The Sisterhood of the Traveling Pants       | リーナ・カリガリス               |                 |
| 2006   | I'm Reed Fish                                                        | ケイト・ピーターソン             |                 |
| 2006   | Zoom                                                                 | エース                           | クレジットなし  |
| 2006   | Life Is Short                                                        | シャーロット                     | 短編映画 兼製作 |
| 2008   | 旅するジーンズと19歳の旅立ち The Sisterhood of the Traveling Pants 2 | リーナ・カリガリス               |                 |
| 2009   | The Good Guy                                                         | ベス・ヴェスト                   |                 |
| 2009   | 恋する履歴書 Post Grad                                               | ライデン・マルビー               |                 |
| 2009   | The Ballad of G.I. Joe                                               | ジャイエ                         |                 |
| 2010   | 声をかくす人 The Conspirator                                         | サラ・ウェストン                 |                 |
| 2010   | THE BULLET ザ・バレット The Kate Logan Affair                        | ケイト・ローガン                 |                 |
| 2010   | トラブルナイト in L.A. Girl Walks Into a Bar                         | キム                             |                 |
| 2011   | 天使の処刑人 バイオレット&デイジー Violet & Daisy                    | ヴァイオレット                   |                 |
| 2012   | The Brass Teapot                                                     | ペイトン                         |                 |
| 2014   | Parts per Billion                                                    | サラ                             |                 |
| 2014   | Outliving Emily                                                      | エミリー (セグメント2)           |                 |
| 2014   | Jenny's Wedding                                                      | キティ                           |                 |
| 2019   | ビットコイン・ウォーズ 暗号資産の行方 Crypto                         | ケイティ                         | 劇場未公開      |
|        | 旅するジーンズ3（仮） The Sisterhood of the Traveling Pants 3        | リーナ・カリガリス               |                 |

### テレビ
| 放送年    | 邦題 原題                        | 役名                             | 備考                                                                   |
| --------- | -------------------------------- | -------------------------------- | ---------------------------------------------------------------------- |
| 2000-2007 | ギルモア・ガールズ Gilmore Girls | ローレライ・"ローリー"・ギルモア | 153エピソード                                                          |
| 2009      | ER緊急救命室 ER                  | ジュリア・ワイス医師             | 第15シーズン第22話 「そして最後に」                                    |
| 2012      | マッドメン Mad Men               | ベス・ドーズ                     | 第5シーズン第8話 「女の夢」、第9話 「嫉妬と嘘」、第13話 「幻を追って」 |
| 2013      | Remember Sunday                  | モリー・ブランフォード           | ホールマーク・ホール・オブ・フェイム、テレビ映画                       |
| 2014      | Us & Them                        | ステイシー                       | 主演、未放送                                                           |
| 2015      | Motive                           | ロビン                           | 第3シーズン第3話                                                       |

### ネット配信
| 年        | 邦題 原題                                                                  | 役名                             | 備考 |
| --------- | -------------------------------------------------------------------------- | -------------------------------- | --- |
| 2016      | ギルモア・ガールズ: イヤー・イン・ライフ Gilmore Girls: A Year in the Life | ローレライ・"ローリー"・ギルモア | Netflixオリジナル作品、4エピソード                                                                              |
| 2017-2021 | ハンドメイズ・テイル/侍女の物語 The Handmaid's Tale                        | オブグレン（エミリー）           | プライムタイム・クリエイティブ・アート・エミー賞ゲスト女優賞（ドラマ部門）受賞 Huluオリジナル作品、20エピソード |

### 舞台
| 上演年 | 題名    | 役名                   | 備考                  |
| ------ | ------- | ---------------------- | --------------------- |
| 2011   | Love    |                        | 2011年1月12日-2月13日 |
| 2012   | Regrets | クリッシー・マイヤーズ | 2012年3月27日-4月29日 |

## 受賞歴
| 年   | 賞                                               | カテゴリ                                                 | 作品                                      | 結果       | 参照   |
| ---- | ------------------------------------------------ | -------------------------------------------------------- | ----------------------------------------- | ---------- | ------ |
| 2001 | ヤング・アーティスト・アワード                   | テレビドラマシリーズ最優秀演技 - 主演女優                | 『ギルモア・ガールズ』                    | 受賞       | [ 16 ] |
| 2001 | ティーン・チョイス・アワード                     | テレビ - チョイス女優                                    | 『ギルモア・ガールズ』                    | ノミネート |        |
| 2002 | ティーン・チョイス・アワード                     | テレビ - チョイス・ドラマ女優                            | 『ギルモア・ガールズ』                    | ノミネート |        |
| 2002 | ヤング・アーティスト・アワード                   | テレビドラマシリーズ最優秀演技 - 助演女優                | 『ギルモア・ガールズ』                    | ノミネート | [ 17 ] |
| 2002 | OFTA テレビジョン・アワード                      | 最優秀助演女優（コメディ・シリーズ部門）                 | 『ギルモア・ガールズ』                    | ノミネート | [ 18 ] |
| 2002 | ファミリー・テレビジョン・アワード               | 最優秀女優                                               | 『ギルモア・ガールズ』                    | 受賞       |        |
| 2003 | サターン賞                                       | 若い俳優による最優秀演技                                 | 『エバーラスティング 時をさまようタック』 | ノミネート |        |
| 2003 | サテライト賞                                     | 女優最優秀演技（コメディ又はミュージカル・シリーズ部門） | 『ギルモア・ガールズ』                    | ノミネート |        |
| 2004 | ティーン・チョイス・アワード                     | テレビ - チョイス・コメディ女優                          | 『ギルモア・ガールズ』                    | ノミネート |        |
| 2005 | ティーン・チョイス・アワード                     | テレビ - チョイス・コメディ女優                          | 『ギルモア・ガールズ』                    | 受賞       |        |
| 2005 | ティーン・チョイス・アワード                     | チョイス・テレビ・ケミストリー                           | 『ギルモア・ガールズ』                    | ノミネート |        |
| 2005 | ティーン・チョイス・アワード                     | チョイス映画ラブシーン                                   | 『旅するジーンズと16歳の夏』              | ノミネート |        |
| 2005 | ティーン・チョイス・アワード                     | 映画 - チョイス・ドラマ女優                              | 『旅するジーンズと16歳の夏』              | ノミネート |        |
| 2006 | ティーン・チョイス・アワード                     | テレビ - チョイス・コメディ女優                          | 『ギルモア・ガールズ』                    | 受賞       |        |
| 2006 | ティーン・チョイス・アワード                     | チョイス・テレビ・ケミストリー                           | 『ギルモア・ガールズ』                    | ノミネート |        |
| 2006 | ALMA賞                                           | テレビシリーズ優秀女優賞                                 | 『ギルモア・ガールズ』                    | ノミネート | [ 19 ] |
| 2006 | 放送映画批評家協会賞                             | 最優秀演技アンサンブル                                   | 『シン・シティ』                          | ノミネート |        |
| 2012 | ゴールデン・ダービー・テレビ賞                   | ドラマ・ゲスト女優                                       | 『マッドメン』                            | 受賞       |        |
| 2017 | プライムタイム・クリエイティブ・アート・エミー賞 | ゲスト女優賞（ドラマ・シリーズ部門）                     | 『ハンドメイズ・テイル/侍女の物語』       | 受賞       | [ 20 ] |
| 2017 | ゴールデン・ダービー・テレビ賞                   | ドラマ・ゲスト女優賞                                     | 『ハンドメイズ・テイル/侍女の物語』       | 受賞       |        |
| 2017 | OFTAテレビ賞                                     | ゲスト女優賞（ドラマ・シリーズ部門）                     | 『ハンドメイズ・テイル/侍女の物語』       | 受賞       | [ 21 ] |
| 2018 | プライムタイム・クリエイティブ・アート・エミー賞 | 助演女優賞（ドラマ・シリーズ部門）                       | 『ハンドメイズ・テイル/侍女の物語』       | ノミネート | [ 22 ] |
| 2018 | プライムタイム・クリエイティブ・アート・エミー賞 | ゲスト女優賞（ドラマ・シリーズ部門）                     | 『ハンドメイズ・テイル/侍女の物語』       | ノミネート | [ 23 ] |